# 10e étape du Tour de France 2002
Pour un article plus général, voir Tour de France 2002.
La 10e étape du Tour de France 2002 a eu lieu le 16 juillet 2002 entre Bazas et Pau sur une distance de 147 km. Elle a été remportée par le Français Patrice Halgand (Jean Delatour). Il devance de vingt-sept secondes son compatriote Jérôme Pineau (Bonjour) et l'Australien Stuart O'Grady (Crédit Agricole) de 33 secondes. l'Espagnol Igor González de Galdeano (ONCE-Eroski), arrivé au sein du peloton, conserve le maillot jaune à l'issue de l'étape.

## Classement de l'étape
| \| Classement de l'étape \| Classement de l'étape \| Classement de l'étape \| Classement de l'étape \| Classement de l'étape \| \| Coureur \| Coureur \| Pays \| Équipe \| Temps \| \| --------------------- \| --------------------- \| --------------------- \| ------------------------------- \| --------------------- \| \| 1er \| Patrice Halgand \| France \| Jean Delatour \| 3 h 00 min 15 s \| \| 2e \| Jérôme Pineau \| France \| Bonjour \| + 27 s \| \| 3e \| Stuart O'Grady \| Australie \| Crédit Agricole \| + 33 s \| \| 4e \| Ludo Dierckxsens \| Belgique \| Lampre-Daikin \| + 33 s \| \| 5e \| Pedro Horrillo \| Espagne \| Mapei-Quick Step \| + 1 min 00 s \| \| 6e \| Andy Flickinger \| France \| AG2R Prévoyance \| + 1 min 00 s \| \| 7e \| Nicolas Vogondy \| France \| Fdjeux.com \| + 1 min 00 s \| \| 8e \| Nico Mattan \| Belgique \| Cofidis-Le Crédit par Téléphone \| + 1 min 00 s \| \| 9e \| Constantino Zaballa \| Espagne \| Kelme-Costa Blanca \| + 1 min 00 s \| \| 10e \| Enrico Cassani \| Italie \| Domo-Farm Frites \| + 1 min 02 s \| |                     |           |                                 |                 |
| |                     |           |                                 |                 |
| |                     |           |                                 |                 |
| Classement de l'étape |                     |           |                                 |                 |
| Coureur | Coureur             | Pays      | Équipe                          | Temps           |
| 1er | Patrice Halgand     | France    | Jean Delatour                   | 3 h 00 min 15 s |
| 2e | Jérôme Pineau       | France    | Bonjour                         | + 27 s          |
| 3e | Stuart O'Grady      | Australie | Crédit Agricole                 | + 33 s          |
| 4e | Ludo Dierckxsens    | Belgique  | Lampre-Daikin                   | + 33 s          |
| 5e | Pedro Horrillo      | Espagne   | Mapei-Quick Step                | + 1 min 00 s    |
| 6e | Andy Flickinger     | France    | AG2R Prévoyance                 | + 1 min 00 s    |
| 7e | Nicolas Vogondy     | France    | Fdjeux.com                      | + 1 min 00 s    |
| 8e | Nico Mattan         | Belgique  | Cofidis-Le Crédit par Téléphone | + 1 min 00 s    |
| 9e | Constantino Zaballa | Espagne   | Kelme-Costa Blanca              | + 1 min 00 s    |
| 10e | Enrico Cassani      | Italie    | Domo-Farm Frites                | + 1 min 02 s    |

## Classement général
Presque aucun changement au classement général à l'issue de l'étape du jour. L'Espagnol Igor González de Galdeano (ONCE-Eroski) porte toujours le maillot jaune et devance Lance Armstrong (U.S. Postal Service) de 26 secondes et Joseba Beloki de près d'une minute trente. Seul rapproché, celui de l'Australien Stuart O'Grady (Crédit Agricole), qui, grâce à sa présence dans l'échappée du jour, remonte à la huitième place.
| \| Classement général \| Classement général \| Classement général \| Classement général \| Classement général \| \| Coureur \| Coureur \| Pays \| Équipe \| Temps \| \| ------------------ \| ------------------------- \| ------------------ \| ------------------------------- \| ------------------ \| \| 1er \| Igor González de Galdeano \| Espagne \| ONCE-Eroski \| 36 h 25 min 35 s \| \| 2e \| Lance Armstrong \| États-Unis \| US Postal Service \| DQ \| \| 3e \| Joseba Beloki \| Espagne \| ONCE-Eroski \| + 1 min 23 s \| \| 4e \| Serhiy Honchar \| Ukraine \| Fassa Bortolo \| + 1 min 35 s \| \| 5e \| Santiago Botero \| Colombie \| Kelme-Costa Blanca \| + 1 min 55 s \| \| 6e \| Andrea Peron \| Italie \| CSC-Tiscali \| + 2 min 08 s \| \| 7e \| David Millar \| Royaume-Uni \| Cofidis-Le Crédit par Téléphone \| + 2 min 11 s \| \| 8e \| Stuart O'Grady \| Australie \| Crédit Agricole \| + 2 min 15 s \| \| 9e \| Raimondas Rumšas \| Lituanie \| Lampre-Daikin \| + 2 min 22 s \| \| 10e \| Tyler Hamilton \| États-Unis \| CSC-Tiscali \| + 2 min 30 s \| |                           |             |                                 |                  |
| |                           |             |                                 |                  |
| |                           |             |                                 |                  |
| Classement général |                           |             |                                 |                  |
| Coureur | Coureur                   | Pays        | Équipe                          | Temps            |
| 1er | Igor González de Galdeano | Espagne     | ONCE-Eroski                     | 36 h 25 min 35 s |
| 2e | Lance Armstrong           | États-Unis  | US Postal Service               | DQ               |
| 3e | Joseba Beloki             | Espagne     | ONCE-Eroski                     | + 1 min 23 s     |
| 4e | Serhiy Honchar            | Ukraine     | Fassa Bortolo                   | + 1 min 35 s     |
| 5e | Santiago Botero           | Colombie    | Kelme-Costa Blanca              | + 1 min 55 s     |
| 6e | Andrea Peron              | Italie      | CSC-Tiscali                     | + 2 min 08 s     |
| 7e | David Millar              | Royaume-Uni | Cofidis-Le Crédit par Téléphone | + 2 min 11 s     |
| 8e | Stuart O'Grady            | Australie   | Crédit Agricole                 | + 2 min 15 s     |
| 9e | Raimondas Rumšas          | Lituanie    | Lampre-Daikin                   | + 2 min 22 s     |
| 10e | Tyler Hamilton            | États-Unis  | CSC-Tiscali                     | + 2 min 30 s     |

## Classements annexes
| Classement par points | Classement par points | Classement par points | Classement par points | Classement par points |
| Coureur               | Coureur               | Pays                  | Équipe                | Points                |
| --------------------- | --------------------- | --------------------- | --------------------- | --------------------- |
| 1er                   | Robbie McEwen         | Australie             | Lotto-Adecco          | 210 pts               |
| 2e                    | Erik Zabel            | Allemagne             | Telekom               | 209 pts               |
| 3e                    | Stuart O'Grady        | Australie             | Crédit Agricole       | 157 pts               |
| 4e                    | Baden Cooke           | Australie             | Fdjeux.com            | 148 pts               |
| 5e                    | Ján Svorada           | Tchéquie              | Lampre-Daikin         | 119 pts               |

| Classement par points | Classement par points | Classement par points | Classement par points | Classement par points |
| Coureur               | Coureur               | Pays                  | Équipe                | Points                |
| --------------------- | --------------------- | --------------------- | --------------------- | --------------------- |
| 1er                   | Robbie McEwen         | Australie             | Lotto-Adecco          | 210 pts               |
| 2e                    | Erik Zabel            | Allemagne             | Telekom               | 209 pts               |
| 3e                    | Stuart O'Grady        | Australie             | Crédit Agricole       | 157 pts               |
| 4e                    | Baden Cooke           | Australie             | Fdjeux.com            | 148 pts               |
| 5e                    | Ján Svorada           | Tchéquie              | Lampre-Daikin         | 119 pts               |

| Classement de la montagne | Classement de la montagne | Classement de la montagne | Classement de la montagne | Classement de la montagne |
| Coureur                   | Coureur                   | Pays                      | Équipe                    | Points                    |
| ------------------------- | ------------------------- | ------------------------- | ------------------------- | ------------------------- |
| 1er                       | Christophe Mengin         | France                    | Fdjeux.com                | 42 pts                    |
| 2e                        | Patrice Halgand           | France                    | Jean Delatour             | 27 pts                    |
| 3e                        | Stéphane Bergès           | France                    | AG2R Prévoyance           | 26 pts                    |
| 4e                        | Ludo Dierckxsens          | Belgique                  | Lampre-Daikin             | 18 pts                    |
| 5e                        | Franck Renier             | France                    | Bonjour                   | 13 pts                    |

| Classement de la montagne | Classement de la montagne | Classement de la montagne | Classement de la montagne | Classement de la montagne |
| Coureur                   | Coureur                   | Pays                      | Équipe                    | Points                    |
| ------------------------- | ------------------------- | ------------------------- | ------------------------- | ------------------------- |
| 1er                       | Christophe Mengin         | France                    | Fdjeux.com                | 42 pts                    |
| 2e                        | Patrice Halgand           | France                    | Jean Delatour             | 27 pts                    |
| 3e                        | Stéphane Bergès           | France                    | AG2R Prévoyance           | 26 pts                    |
| 4e                        | Ludo Dierckxsens          | Belgique                  | Lampre-Daikin             | 18 pts                    |
| 5e                        | Franck Renier             | France                    | Bonjour                   | 13 pts                    |

| Classement du meilleur jeune | Classement du meilleur jeune | Classement du meilleur jeune | Classement du meilleur jeune    | Classement du meilleur jeune |
| Coureur                      | Coureur                      | Pays                         | Équipe                          | Temps                        |
| ---------------------------- | ---------------------------- | ---------------------------- | ------------------------------- | ---------------------------- |
| 1er                          | David Millar                 | Royaume-Uni                  | Cofidis-Le Crédit par Téléphone | 36 h 27 min 46 s             |
| 2e                           | Isidro Nozal                 | Espagne                      | ONCE-Eroski                     | + 1 min 26 s                 |
| 3e                           | Ivan Basso                   | Italie                       | Fassa Bortolo                   | + 1 min 54 s                 |
| 4e                           | Nicolas Vogondy              | France                       | Fdjeux.com                      | + 2 min 56 s                 |
| 5e                           | Denis Menchov                | Russie                       | iBanesto.com                    | + 3 min 13 s                 |

| Classement du meilleur jeune | Classement du meilleur jeune | Classement du meilleur jeune | Classement du meilleur jeune    | Classement du meilleur jeune |
| Coureur                      | Coureur                      | Pays                         | Équipe                          | Temps                        |
| ---------------------------- | ---------------------------- | ---------------------------- | ------------------------------- | ---------------------------- |
| 1er                          | David Millar                 | Royaume-Uni                  | Cofidis-Le Crédit par Téléphone | 36 h 27 min 46 s             |
| 2e                           | Isidro Nozal                 | Espagne                      | ONCE-Eroski                     | + 1 min 26 s                 |
| 3e                           | Ivan Basso                   | Italie                       | Fassa Bortolo                   | + 1 min 54 s                 |
| 4e                           | Nicolas Vogondy              | France                       | Fdjeux.com                      | + 2 min 56 s                 |
| 5e                           | Denis Menchov                | Russie                       | iBanesto.com                    | + 3 min 13 s                 |

| Classement par équipes | Classement par équipes | Classement par équipes | Classement par équipes |
| Équipe                 | Équipe                 | Pays                   | Temps                  |
| ---------------------- | ---------------------- | ---------------------- | ---------------------- |
| 1re                    | ONCE-Eroski            | Espagne                | 109 h 20 min 37 s      |
| 2e                     | US Postal Service      | États-Unis             | + 2 min 11 s           |
| 3e                     | Lampre-Daikin          | Italie                 | + 4 min 01 s           |
| 4e                     | CSC-Tiscali            | Danemark               | + 4 min 06 s           |
| 5e                     | Kelme-Costa Blanca     | Espagne                | + 4 min 34 s           |

| Classement par équipes | Classement par équipes | Classement par équipes | Classement par équipes |
| Équipe                 | Équipe                 | Pays                   | Temps                  |
| ---------------------- | ---------------------- | ---------------------- | ---------------------- |
| 1re                    | ONCE-Eroski            | Espagne                | 109 h 20 min 37 s      |
| 2e                     | US Postal Service      | États-Unis             | + 2 min 11 s           |
| 3e                     | Lampre-Daikin          | Italie                 | + 4 min 01 s           |
| 4e                     | CSC-Tiscali            | Danemark               | + 4 min 06 s           |
| 5e                     | Kelme-Costa Blanca     | Espagne                | + 4 min 34 s           |